# 新見市立哲西中学校
新見市立哲西中学校（にいみしりつてっせいちゅうがっこう）は、岡山県新見市哲西町に所在する公立中学校である。

## 概要
同校は全国的にも早くICT教育をスタートさせ、タブレット等を用いた授業を積極的に行っている。

## 沿革

### 略歴
新見市立哲西中学校は、哲西町立矢神中学校および哲西町立野馳中学校の統廃合により、哲西町立哲西中学校設立として設立された。

### 年表
- 1958年（昭和33年）
  - 3月31日 - 哲西町立矢神中学校および哲西町立野馳中学校を廃止
  - 4月1日 - 哲西町立哲西中学校設立
  - 12月9日 - 哲校章徽章を制定
- 1959年（昭和34年）3月11日 - 校旗制定
- 1960年（昭和35年）3月6日 - 校歌制定
- 1971年（昭和46年）3月5日 - 冬期宿舎新築
- 2002年（平成14年）3月31日 - パソコン校内LAN工事完了
- 2005年（平成17年）3月31日 - 市町村合併により新見市立哲西中学校となる。
- 2013年（平成25年）10月31日 - 哲西中学校ICT教育公開授業研究会

## 学校教育目標
夢をもち日々生き生きと輝いている生徒を育成する

## 学校行事
- 4月 始業式・入学式
- 5月
- 6月
- 7月
- 8月
- 9月
- 10月
- 11月
- 12月
- 1月
- 2月
- 3月 終業式・卒業式

## 部活動

### 運動部
- 男子卓球部・女子卓球部
- 野球部
- 女子テニス部
- 駅伝部

## 通学区域
- 新見市
  - 矢田全域(井下、城山を除く)、上神代全域
  - 大竹全域、畑木全域、八鳥全域、大野部全域、矢田のうち井下、城山
- 高梁市[2]
  - 備中町西山
  - 備中町西油野
    - 簾竹・高岩

## 進学前小学校
- 新見市立矢神小学校[3]
- 新見市立野馳小学校

## 交通
- JR西日本芸備線
  - 矢神駅より徒歩30分
  - 野馳駅より徒歩25分